# Moving Targets
Moving Targets is de zevende aflevering van het vierde seizoen van het tienerdrama Beverly Hills, 90210, die voor het eerst werd uitgezonden op 20 oktober 1993.

## Verhaal
Andrea begint zich er steeds meer aan te ergeren dat ze haar relatie met leraar Dan Rubin geheim moet houden. Dit wordt alleen maar erger wanneer ze steeds meer verliefde stelletjes in het openbaar ziet lopen en niet mee kan praten wanneer al haar vriendinnen over hun scharrels roddelen. Dan vindt het zelf maar voor het beste dat ze niet in het openbaar uitgaan, waardoor Andrea ook nog eens het idee krijgt dat hij zich voor haar schaamt. Ze besluit hem midden op het schoolplein onverwachts te zoenen en krijgt een applaus van de voorbijgangers.
Dylan heeft last van posttraumatische stress sinds de beroving en voelt zich niet meer veilig. Hij besluit zelfverdedigingslessen te nemen door regelmatig naar de schietbaan te gaan. Kelly probeert er voor hem te zijn, maar wordt bang van zijn kille houding. Hij geeft toe een wapen te willen kopen en wordt in de laatste scène uitgenodigd om na sluitingstijd bij een winkel illegale wapens te kopen. Ondertussen krijgt Kelly ook te maken met David. Ze krijgen steeds vaker ruzie over de relatie tussen Jackie en Mel. Jackie en Kelly vinden Mel een botte man en vinden het onacceptabel dat hij in hun huis komt opdagen met zijn nieuwe vriendin Nina.
Brandon probeert goede cijfers te halen en begint te slijmen bij Professor Corey Randall. Als hij het hoogste cijfer van de klas haalt, vindt meneer Randall hem geschikt om de probleemtiener D'Shawn Hardell te helpen. D'Shawn is een uitwisselingsstudent die op de universiteit werd geplaatst voor zijn basketbaltalent. Hij is ook uitermate slim, maar mist de motivatie. Het is aan Brandon om hem weer aan het studeren te krijgen. Dit blijkt echter een grote klus.
Brenda investeert al haar tijd in haar nieuwe vriendje Stuart Carson. Stuarts ouders vinden dit geweldig. Ze denken dat Brenda een goede invloed heeft op de in hun ogen mislukte zoon. Brenda's ouders vinden het echter niets dat ze al haar tijd met hem doorbrengt. Wanneer Stuarts vader Brenda onder Stuarts douche aantreft, waarschuwt hij hem dat Brenda's vader Jim er maar beter niet achter moet komen.

## Rolverdeling
- Jason Priestley - Brandon Walsh
- Shannen Doherty - Brenda Walsh
- Jennie Garth - Kelly Taylor
- Ian Ziering - Steve Sanders
- Gabrielle Carteris - Andrea Zuckerman
- Luke Perry - Dylan McKay
- Brian Austin Green - David Silver
- Tori Spelling - Donna Martin
- Carol Potter - Cindy Walsh
- James Eckhouse - Jim Walsh
- Joe E. Tata - Nat Bussichio
- Ann Gillespie - Jackie Taylor
- Matthew Laurance - Mel Silver
- David Gail - Stuart Carson
- Paul Johansson - John Sears
- Matthew Porretta - Dan Rubin
- Peter Mark Richman - Lawrence Carson
- Claudette Nevins - Vivian Carson
- Cress Williams - D'Shawn Hardell
- Scott Paulin - Professor Corey Randall
- Angela Visser - Nina
- April Peterson & Arielle Peterson - Erin Silver